# Gare d'Estavar
La gare d'Estavar est une gare ferroviaire française de la ligne de Cerdagne (voie métrique), située sur le territoire de la commune de Saillagouse, à proximité d'Estavar, dans le département des Pyrénées-Orientales en région Occitanie.
C'est une halte voyageurs de la Société nationale des chemins de fer français (SNCF) desservie par le Train Jaune, train TER Occitanie spécifique pour la ligne de Cerdagne.

## Situation ferroviaire
Établie à 1 327 mètres d'altitude, la gare d'Estavar est située au point kilométrique (PK) 42,463 de la ligne de Cerdagne (voie métrique), entre les gares de Font-Romeu-Odeillo-Via et de Saillagouse.

## Service des voyageurs

### Accueil
Halte SNCF, c'est un point d'arrêt non géré (PANG) à entrée libre.

### Desserte
Estavar est desservie par des trains TER Occitanie (Train Jaune) qui effectuent des missions entre les gares de Villefranche - Vernet-les-Bains et de Latour-de-Carol - Enveitg.

### Intermodalité
Le stationnement de véhicules est possible à proximité.